# Vol Garuda Indonesia 035
Le 4 avril 1987, un Douglas DC-9 effectuant le vol Garuda Indonesia 035, un vol intérieur régulier reliant l'aéroport international Sultan-Iskandar-Muda, à Banda Aceh, à l'aéroport de Medan-Polonia, à Medan, en Indonésie, s'écrase lors de la phase d'approche, pendant un violent orage, tuant 23 des 45 passagers et membres d'équipage à bord de l'appareil.

## Accident
Le vol 035 est en phase d'approche ILS vers l'aéroport de Medan-Polonia, à Medan, en Indonésie, alors qu'un violent orage est présent dans la région. Le DC-9 a d'abord heurté une ligne à haute tension, puis s'est écrasé en dehors de la piste. L'appareil s'est disloqué à l'impact, et la section arrière s'est séparée du reste du fuselage, qui a été immédiatement ravagé par un incendie.
La plupart des survivants se sont échappés grâce à des ouvertures dans le fuselage et onze ont été éjectés de l'avion lors du choc initial. Quatre des huit membres d'équipage et 19 passagers sont morts à la suite de l'inhalation de fumée et des brûlures. L'appareil impliqué, immatriculé PK-GNQ et construit en 1976, a été entièrement détruit par le choc initial et l'incendie qui suivi.